# Joel Camargo
Pour les articles homonymes, voir Camargo.
Joel Camargo, né le 18 septembre 1946 à Santos et mort le 23 mai 2014 dans la même ville, est un footballeur brésilien. Il évolue au poste de défenseur central du début des années 1960 au début des années 1970.
Après des débuts à l'AA Portuguesa, il évolue au Santos FC puis, très brièvement au Paris SG, avant de terminer sa carrière au Saad EC.
Il compte 27 sélections en équipe du Brésil, avec qui il remporte la Coupe du monde en 1970.

## Biographie
Transféré au PSG en 1971, il ne joue que deux matches officiels décevants sous le maillot du club parisien, dont il est le premier brésilien à revêtir les couleurs.

## Carrière de joueur
- 1963 : Associação Atlética Portuguesa[3]
- 1963-1971 : Santos FC
- 1971-1972 : Paris SG
- 1973 : Saad Esporte Clube[4]

## Palmarès de joueur

### Sélection nationale
- Vainqueur de la Coupe du monde 1970 avec le Brésil
- 27 sélections en équipe du Brésil entre 1964 et 1970 (+ 10 sélections non officielles).

### Clubs
- Champion de l'État de Sao Paulo en 1964, 1965, 1967, 1968 et 1969 avec Santos
- Vainqueur de la Coupe du Brésil en 1964 et 1965 avec Santos
- Vainqueur du Tournoi Rio - São Paulo en 1964 et 1966 avec Santos